# Сидорино (деревня, Ивановская область)
Сидорино — деревня в Тейковском районе Ивановской области. Входит в состав Новолеушинского сельского поселения.

## География
Находится в юго-западной части Ивановской области на расстоянии приблизительно 7 км на юг по прямой от районного центра города Тейково.

## История
Деревня уже отмечалась на карте 1808 года. В 1859 году здесь (тогда деревня в составе Ковровского уезда Владимирской губернии) было учтено 7 дворов.

## Население
Постоянное население составляло 47 человек (1859 год), 1 в 2002 году (русские 100 %), 2 в 2010.